# Уджан
Уджа́н (арм. Ուջան) — село в Арагацотнской области.

## География
Село расположено в 1 км к северу от трассы Ереван—Гюмри, рядом с сёлами Кош, Ахдзк и Арагацотн в менее, чем 10 км к западу от Аштарака и в 41 км от Еревана. В XIII и XIV веке в селе располагалась резиденция Хулагуидов. Климат субтропический континентальный с жарким продолжительным летом и прохладной малоснежной зимой.

## Достопримечательности
В селе расположен памятник героям армянского национально-освободительного движения начала XX века. В селе расположена большая статуя национального героя Армении Андраника. Андраник любил душистый уджанский табак. В окрестностях села обитает Восточный красноголовый Сорокопут (Lanius senator niloticus, Bonaparte) — птица, занесённая в Красную книгу Армении. В селе сохранились хачкары. Российский телеканал «Культура» в честь года Армении в России снимал историю села.

## Экономика
Армянской благотворительной общественной организацией из Франции «Высота 5165» была осуществлена программа меблирования средней школы села. В рамках программ по развитию сельскохозяйственной и водной индустрии Республики Армении, ЗАО «АЭК-и Шинарарутюн» в 2002 году построила водовод с бассейном. Из села курсирует автобус в Ереван. Стоимость проезда 400 драмов.

## III Международный фестиваль документального кино
Третий международный фестивале документального кино "Абрикосовое дерево" прошел 1-5 октября 2017г. Официальное открытие состоялось в Ереване 1 октября, а показы фильмов прошли в селе Уджан.
Конкурсный просмотр фильмов прошел в сельской школе, а вечером в сельском парке был организован их открытый показ. Кроме того, были проведены мастер-классы. Знаменитые документалисты поделились своим опытом с молодыми. В фестивале принял участие и великий Артавазд Пелешян. Гости и жюри фестиваля жили в домах у сельчан.

## Выдающиеся уроженцы
- Аветик Арутюнян — историк
- Гарегин Геворкян — поэт, член Союза писателей Армении[13]
- Норик Мурадян — бывший староста села